# Parafia św. Jana Nepomucena w Piskorzowie
Parafia św. Jana Nepomucena w Piskorzowie znajduje się w dekanacie bielawskim w diecezji świdnickiej. Była erygowana w 1967 r. Jej proboszczem jest ks. Krzysztof Krzak.